# اف‌آی ۱۶۷
اف‌آی ۱۶۷ (به انگلیسی: Fieseler_Fi_167) یک هواگرد از نوع هواگرد اژدرافکن ساخت شرکت Fieseler است. هواگرد اف‌آی ۱۶۷ نخستین پروازش را در ۱۹۳۸ میلادی انجام داد. در مجموع، تعداد ۱۴ فروند از این هواگرد ساخته شده‌است.